# 钟陵县 (东吴)
钟陵县，中国古县名。
三国时，东吴于221年析南昌县东境置钟陵县。一说，西晋太康初置，治所在今江西省进贤县西北，属豫章郡。永嘉元年（307年），省入南昌县。南朝梁复置，隋朝初年又废，省入豫章县。唐朝武德五年（622年）再置，属洪州。八年废。